# ダンジョン&ドラゴン3 太陽の騎士団と暗黒の書
『ダンジョン&ドラゴン3 太陽の騎士団と暗黒の書』（ダンジョン アンド ドラゴン スリー たいようのきしだんとあんこくのしょ、原題：Dungeons & Dragons The Book of Vile Darkness）は、ジェリー・リヴリー監督による2012年8月9日よりイギリスでDVDが発売されたファンタジー・アクション映画。前作から7年振りの『ダンジョン&ドラゴン』映画シリーズの第3作目ではあるが、ストーリーとキャラクターは一新されている。
日本では劇場未公開。2013年4月5日にトランスフォーマーよりDVD（TMSS-262）が発売されている。

## あらすじ
2000年前の邪悪な魔術師―ナグルールの肉体から作られた本―“不浄なる暗黒の書”でその弟子達がカーコス王国を荒らし回ってから1200年…、光の神―ペローによって強力なアミュレットを遣わされた戦士団―新太陽の騎士団が次々にナグルールの弟子達を成敗していったが、不浄なる暗黒の書は分解され秘匿されてしまう。
世界に平和が訪れて、800年。いつしか不浄なる暗黒の書を警戒する者は居なくなり、形骸化した騎士団にはアミュレットを揮える騎士も現れなくなっていた。しかし新米騎士―グレイソンが入団を果たした夜に謎のバーバリアンの一団によって騎士団は強襲、翌朝意識を取り戻したグレイソンが見たのは壊滅した騎士団と、リーダーであった父―ランフィンが攫われた現実であった。町で件のバーバリアンと話していた商売女―カーロッタから、バーバリアンを雇う宰相―シャスラックスに同じく雇われているという魔女―アコーディアに近付くよう勧められたグレイソンは、ランフィンの行方を探るため騎士団員である事は隠しクエスターとしてアコーディア達のパーティに加わる。角（ホーン）を手に入れるというアコーディア達に付いてグレイソンは、リトル・シルバーの村近くにあるドラゴンの洞窟に挑む―――。

## 登場人物
グレイソン
“新太陽の騎士団”の新米騎士。ペローのアミュレットの力を引き出せる騎士が居ないという騎士団の形骸化や、入団の儀式で自身が何も起こせなかった事に意気消沈していた最中、騎士団を襲われて父を誘拐される。青年らしく正義感が強く理想は高いが、現状を冷静に見極める聡明さを持ち、機転が利く。
アコーディア
シャダーカイの魔女。顔の随所に入れ墨やピアスをしており、キツい顔立ちだが美女。時折身に付けるサークレットで連絡を取り合っているシャスラックスの命で古い遺物を探すため、カーロッタの住む町で手伝いの傭兵を集めているが、その采配は冷酷。最初は小バカにされていたグレイソンが正義感から何度か危機を助けた事で、礼と称して体の関係を持つ。以降、戸惑いながらもグレイソンを本心から愛するようになり、信頼を寄せてくるようになる。軽やかな身のこなしでのダガー使いだけでなく、強力な魔法の数々も操る。
ベズ
アコーディアに同行する魔術師。目元から右頬までを仮面で覆い、真っ黒なローブのフードを目深に被った男。闇の知識に詳しく、体内に虫や寄生生物を飼っていたり体を靄のように変えて飛び回ったりと不気味な術を使う存在。
シース
アコーディアのパーティの暗殺者（アサシン）。禿頭に黒い入れ墨をしている。ダガーのような得物の二刀流で戦い、罠外しなども担当している。弱肉強食の思想や生贄文化に傾倒している。
ヴィマック
アコーディアのパーティの屈強な戦士。肌が全身銀色で、所々に黒い入れ墨を入れている。アコーディアのパーティ内では比較的気のいい、豪快で女好きな男。槍や斧を振り回す豪腕。
カーロッタ
町の商売女。一晩バーバリアンの相手をした事でランフィンがどこかへ護送された事や、シャスラックスやアコーディアの存在を知る。亡兄が貧しいながらも同じ騎士であった事で、声を掛けて来たグレイソンに色々と協力する。
シャスラックス
悪の宰相。額に赤い石を嵌めている。口は黄金の糸で縫われているが、操っている女性2人を両脇に常に従え、彼女らの口とどこからか響く声で言葉を伝えて来る。不浄なる暗黒の書を取り戻そうと、多数の配下を放って準備を進めている。
ナグルール
古代の凶悪な魔術師。2000年前に悪逆の限りを尽くした末、自らの死期を悟った事で悪魔の宰相（デーモン・ロード）と取引きし、自身の皮をなめした表紙と骨を砕いて作ったページに血のインクでその知識の全てを書き記し、“不浄なる暗黒の書”として残す。見る者を例外なく悪に引き摺り込むこの本で、弟子達はその後1200年カーコス王国を蝕んだ。800年前に騎士団の働きによって弟子達は倒され、インクは始末されたが―――？

## キャスト
| 役名         | 俳優                     | 日本語吹き替え |
| ------------ | ------------------------ | -------------- |
| グレイソン   | ジャック・ダージェス     |                |
| アコーディア | エレナー・ゲックス       |                |
| ベズ         | バリー・アード           |                |
| シース       | レックス・ダニエル       |                |
| ヴィマック   | ハビブ・ナシブ・ネーダー |                |
| ランフィン   | アンソニー・ハウエル     |                |
| カーロッタ   | シャーロット・ハンター   |                |

## スタッフ
- 監督 - ジェリー・リブリー
- 製作 - スティーブ・リチャーズ
- 脚本 - ブライアン・ラドニック
- 撮影 - エミール・トプゾフ
- 音楽 - ザ・ニュートン・ブラザーズ